# Plectorhinchus lineatus
Plectorhinchus lineatus és una espècie de peix de la família dels hemúlids i de l'ordre dels perciformes.

## Morfologia
Els mascles poden assolir els 72 cm de longitud total.

## Distribució geogràfica
Es troba des de les Illes Ryukyu fins a la Gran Barrera de Corall i Nova Caledònia.